# Le Lévite d'Éphraïm (Jean-Jacques Rousseau)
Pour les articles homonymes, voir Le Lévite d'Éphraïm.
Le Lévite d’Éphraïm est un petit poème en prose en quatre chants de Jean-Jacques Rousseau, paraphrasant la fin du Livre des Juges. Rousseau l'a rédigé en juin 1762 lors de sa fuite de Montmorency.

## Éditions
- Dialogues de Rousseau juge de Jean-Jacques : Suivis de Le Lévite d'Éphraïm, Garnier Flammarion, 1999, 539 p.  (ISBN 978-2080710215)
- Le Lévite d'Éphraïm, Honoré Champion, Paris, 2000,  (ISBN 978-2745302267)
- Le Lévite d'Éphraïm : Suivi de Le Livre des juges (chapitres XIX-XXI), Éditions de la Transparence, 2010, 122 p.  (ISBN 978-2350510538)

## Sources
- Le Lévite d’Ephraïm sur France Culture
- Jean-Jacques Rousseau, Le Lévite d’Ephraïm par Michel Cardin, 15 mai 2013, sur le blog L'Œil de Minerve, recensions philosophiques